# タスカー
タスカー（ラテン文字表記：Tusker）は、東アフリカブルワリーが販売するケニアのビールのブランド名である。東アフリカブルワリーは、ケニア国内で年間700,000ヘクトリットル以上のタスカーを販売している。また、タスカーはディアジオグループ最大のアフリカのビールブランドでもある。タスカーはペール・ラガーであり、アルコール度数は4.2％である。タスカーのスローガン、Bia yangu, Nchi yanguはスワヒリ語で、「私のビール、私の国」を意味する。

## 歴史
1922年、ケニアブルワリー（現在の東アフリカブルワリー）が有限会社として公式に設立された。ケニアブルワリーでは1922年12月15日にビールの醸造が開始された。最初に醸造されたビールはナイロビのスタンリー・ホテルに納品されたが、ホテルにおける反応は様々であった。ケニアブルワリーはタンザニアやアフリカ大湖沼周辺諸国へと販売をシフトし、まもなく輸出が開始された。
ケニアブルワリー初の株主総会が1923年に開催された。ケニアブルワリーの創業者であったジョージ・ハースト（George Hurst）は、象の密漁の際の事故で亡くなったが、彼の記憶によれば、彼の兄であったチャールズが最初に醸造されたビールのブランド名を「タスカー」と定めたとされる。
1929年、ビール製造過程が輸入品の麦芽エキスの代わりにオオムギの麦芽を使用した製造へと変更されたことにより味と色に大きな進歩が生まれ、当時の金額で最低でも年間約1,240ドルの利益をもたらした。2012年の純利益は、2011年から年間2％のインフレ率を前提とすると、約56,220ドルとなっている。
1970年、それまで主流だった木製のビールケースがプラスチック製へと置き換えられた。1987年、Central Glass Industriesが初めて瓶によるタスカーの販売を開始した。
2008年初頭、イギリスのスーパーマーケットチェーンであるテスコがセインズベリーズの後を追う形でタスカーの販売を開始した。

## 種類
- タスカー：ケグ、ウィジェット（英語版）缶、瓶で販売している。アルコール度数4.2％のペール・ラガー
- タスカー・モルト：アルコール度数5.0％のプレミアム・ラガー
- タスカー・ライト：アルコール度数4.0％のライト・ラガー

以上三種類のタスカーはすべてモンドセレクションにより毎年開催される世界品質セレクションにおいて金賞を受賞したビールである。味わいと品質については、モンドセレクションで国際賞を受賞している。